# Lady (Hear Me Tonight)
Lady (Hear Me Tonight) (englisch für „Lady (Hör mich heut Nacht)“) ist ein Lied des französischen Musik-Duos Modjo. Der Song erschien am 19. Juni 2000 als erste Single ihres Studioalbums Modjo und wurde ein internationaler Hit.

## Inhalt
Lady (Hear Me Tonight) ist ein Liebeslied. Es wird aus der Perspektive des lyrischen Ichs gesungen, das mit seiner Geliebten nachts im Mondschein tanzt und ihr gesteht, erstmals wirkliche Liebe zu spüren, wenn es in ihre Augen blickt. Die Zeit des Zusammenseins fühle sich einfach richtig an.

“Lady, hear me tonight

’Cause my feeling is just so right

As we dance by the moonlight

Can’t you see you’re my delight?”

## Produktion
Das Lied wurde von den Modjo-Mitgliedern Yann Destagnol und Romain Tranchart produziert, die beide zugleich als Autoren fungierten. Dabei verwendeten sie ein Sample des Songs Soup for One der US-amerikanischen Disco-Band Chic, weshalb auch die Chic-Mitglieder Bernard Edwards und Nile Rodgers als Autoren angegeben sind.

## Musikvideo
Bei dem zu Lady (Hear Me Tonight) an verschiedenen Orten in Québec, Kanada gedrehten Musikvideo führte François Nemeta Regie. Es zeigt drei Teenager (zwei Jungen und ein Mädchen), die ihr  Geld zusammenlegen und ein Auto kaufen, mit dem sie durch das Land fahren. Dabei kommen sie auf einem Festival an, wo sie in einem Zelt einer Band auf der Bühne zuhören. In einer Pause übernehmen sie selbst das Mikrofon und die Instrumente, doch werden vom Publikum ausgebuht und mit einer Flasche beworfen. Daraufhin flüchten sie mit dem Auto in ein Motel, wo sie gemeinsam duschen und schlafen. Am nächsten Morgen flüchten sie wiederum vor dem Motelbesitzer und fahren, bis das Auto eine Panne hat und auf einer Landstraße liegen bleibt. Nun laufen sie weiter und gelangen auf einen Hügel, von dem sie über die Landschaft blicken.

## Single

### Covergestaltung
Das Singlecover ist in roten Farbtönen gehalten und zeigt die Silhouette einer Frau. Mitten im Bild steht der weiße Schriftzug modjo, während sich der Titel Lady (hear me tonight) in Weiß rechts oben befindet.

### Titellisten
Single
1. Lady (Hear Me Tonight) – Radio Edit – 3:46
2. Lady (Hear Me Tonight) – 5:05

Maxi
1. Lady (Hear Me Tonight) – Radio Edit – 3:46
2. Lady (Hear Me Tonight) – 5:05
3. Lady (Hear Me Tonight) – Roy’s Universal Soldiers Mix – 5:10
4. Lady (Hear Me Tonight) – Remix – 7:07

### Chartplatzierungen
Lady (Hear Me Tonight) stieg am 23. Oktober 2000 auf Platz zwei in die deutschen Singlecharts ein und belegte in den folgenden Wochen die Ränge drei und vier. Zur Spitzenplatzierung musste es sich lediglich The Spirit of the Hawk (Rednex) geschlagen geben. Insgesamt hielt sich der Song 16 Wochen lang in den Top 100, davon fünf Wochen in den Top 10. In den deutschen Airplaycharts belegte das Lied neun Wochen die Chartspitze, solange wie kein anderer Titel aus dem Kalenderjahr. Am Ende des Jahres belegte Lady (Hear Me Tonight) Rang 52 der deutschen Single-Jahrescharts.
Besonders erfolgreich war die Single im Vereinigten Königreich, in der Schweiz und Spanien, wo sie jeweils die Chartspitze belegte. Weitere Top-10-Platzierungen gelangen unter anderem in Italien, Norwegen, Finnland, Neuseeland, Belgien, Frankreich, Österreich, Schweden und Australien.
| ChartsChartplatzierungen       | Höchstplatzierung | Wochen |
| ------------------------------ | ----------------- | ------ |
| Deutschland (GfK)              | 2 (16 Wo.)        | 16     |
| Frankreich (SNEP)              | 7 (37 Wo.)        | 37     |
| Österreich (Ö3)                | 8 (18 Wo.)        | 18     |
| Schweiz (IFPI)                 | 1 (40 Wo.)        | 40     |
| Vereinigte Staaten (Billboard) | 81 (19 Wo.)       | 19     |
| Vereinigtes Königreich (OCC)   | 1 (26 Wo.)        | 26     |

| ChartsJahrescharts (2000)    | Platzierung |
| ---------------------------- | ----------- |
| Deutschland (GfK)            | 52          |
| Frankreich (SNEP)            | 21          |
| Schweiz (IFPI)               | 6           |
| Vereinigtes Königreich (OCC) | 11          |

| ChartsJahrescharts (2001) | Platzierung |
| ------------------------- | ----------- |
| Schweiz (IFPI)            | 74          |

### Auszeichnungen für Musikverkäufe
Lady (Hear Me Tonight) erhielt noch im Erscheinungsjahr in Deutschland für mehr als 250.000 verkaufte Einheiten eine Goldene Schallplatte. Die weltweiten Verkaufszahlen belaufen sich auf über zwei Millionen.

| Land/Region                  | Auszeichnungen für Musikverkäufe (Land/Region, Auszeichnung, Verkäufe) | Verkäufe  |
| ---------------------------- | ---------------------------------------------------------------------- | --------- |
| Australien (ARIA)            | Gold                                                                   | 35.000    |
| Belgien (BRMA)               | Gold                                                                   | 25.000    |
| Dänemark (IFPI)              | Gold (physisch) · + Gold (digital)                                     | 49.000    |
| Deutschland (BVMI)           | Gold                                                                   | 250.000   |
| Frankreich (SNEP)            | Gold                                                                   | 250.000   |
| Italien (FIMI)               | Platin                                                                 | 100.000   |
| Neuseeland (RMNZ)            | Gold                                                                   | 5.000     |
| Schweiz (IFPI)               | Platin                                                                 | 50.000    |
| Spanien (Promusicae)         | Platin                                                                 | 60.000    |
| Vereinigtes Königreich (BPI) | Platin (Universal Music) · + Platin (Modjo Music)                      | 1.200.000 |
| Insgesamt                    | 7× Gold · 5× Platin ·                                                  | 2.034.000 |